# اکسایش جونز
اکسایش جونز یک واکنش آلی برای اکسایش الکل‌های نوع یک و دو به به ترتیب کربوکسیلیک اسید و کتون‌ها است. کاشف این واکنش فردی به نام سر اوارت جونز است.
واکنشگرهای ناب جونز که از تری‌اکسید کروم و سولفوریک اسید تشکیل شده بودند در یک مخلوط استون و آب حل شدند؛ به عنوان جایگزین می‌توان از پتاسیم دی‌کرومات به جای تری‌اکسید کروم استفاده کرد. واکنش اکسیداسیون بسیار سریع و گرمازا است. واکنشگرهای ناب کمتر باعث اکسید پیوندهای غیراشباع می‌شوند.